# Kronprinzenschule

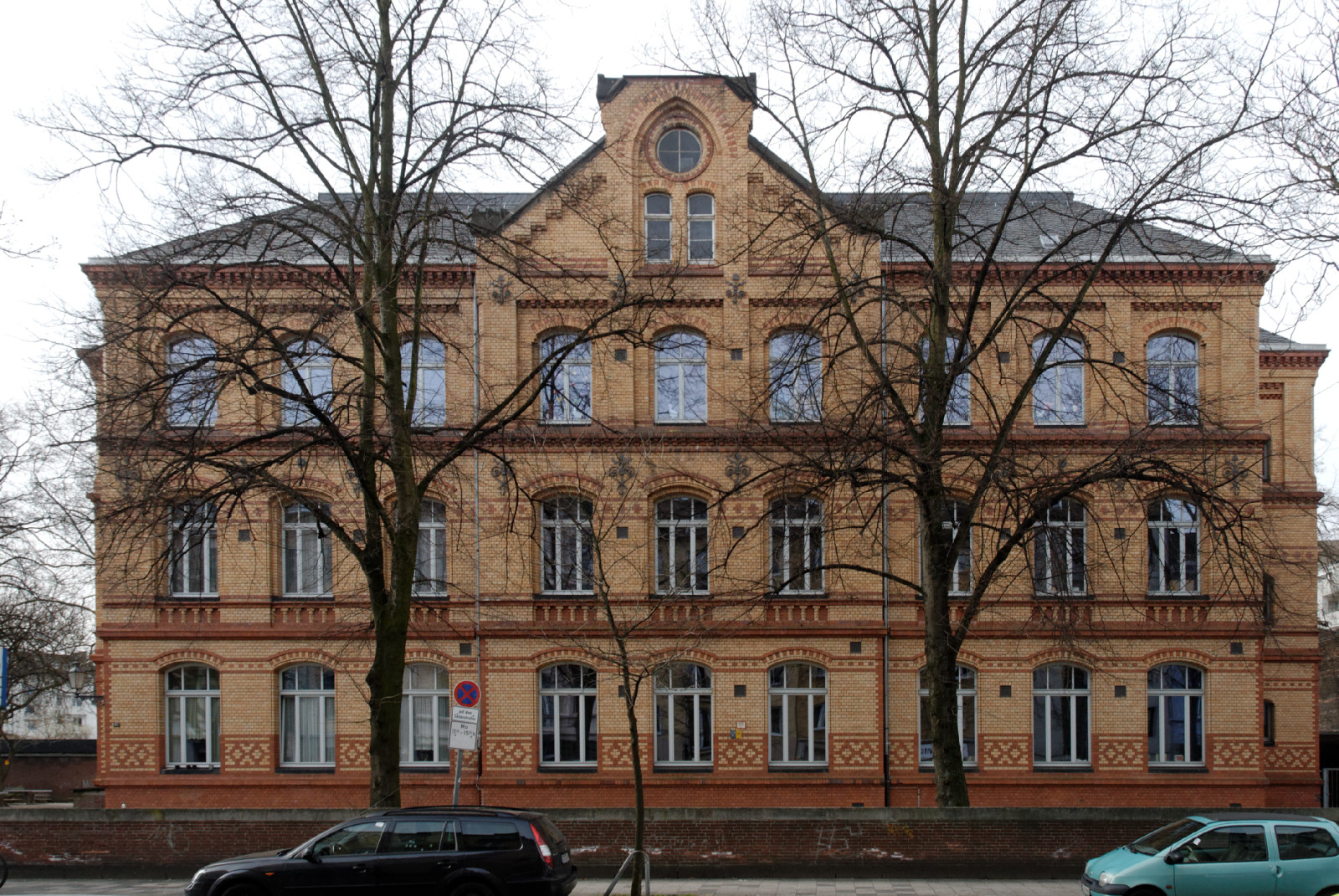
Kronprinzenschule

Die Kronprinzenschule an der Kronprinzenstraße 107 in Düsseldorf-Unterbilk ist eine Grundschule, die einen denkmalgeschützten Bau nutzt.

## Baubeschreibung
Das Gebäude wurde von Stadtbaurat Peiffhoven im Jahre 1892 erbaut. Das Schulgebäude zeigt eine dreigeschossige vorgeblendete gelbe Klinkerfassade, während Sockel, Gesimse und Ornamentbänder mit roten Klinkern gestaltet wurden. Die Straßenseite ist neun Achsen breit, deren drei mittlere Achsen in einem Risalit vortreten. Der Risalit zeigt einen Giebel mit spitzbogiger Gliederung. Die Fenster weisen einen segmentbogigen Abschluss auf. Gegliederte Gewände umrahmen die Fenster. Im zweiten Obergeschossen befinden sich Lisenen, die durch einen Konsolenfries verbunden sind.
Das Gebäude aus dem Jahr 1892 ist saniert.

## Nutzung
Die Kronprinzenschule ist eine dreizügige Grundschule, die als offene Ganztagesschule geführt wird. Seit dem Schuljahr 2008/09 orientiert sie sich am Montessori-Prinzip.

## Bilder

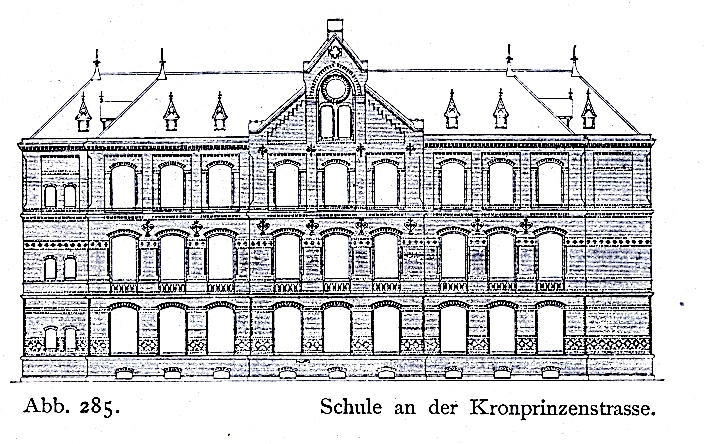
Aufriss
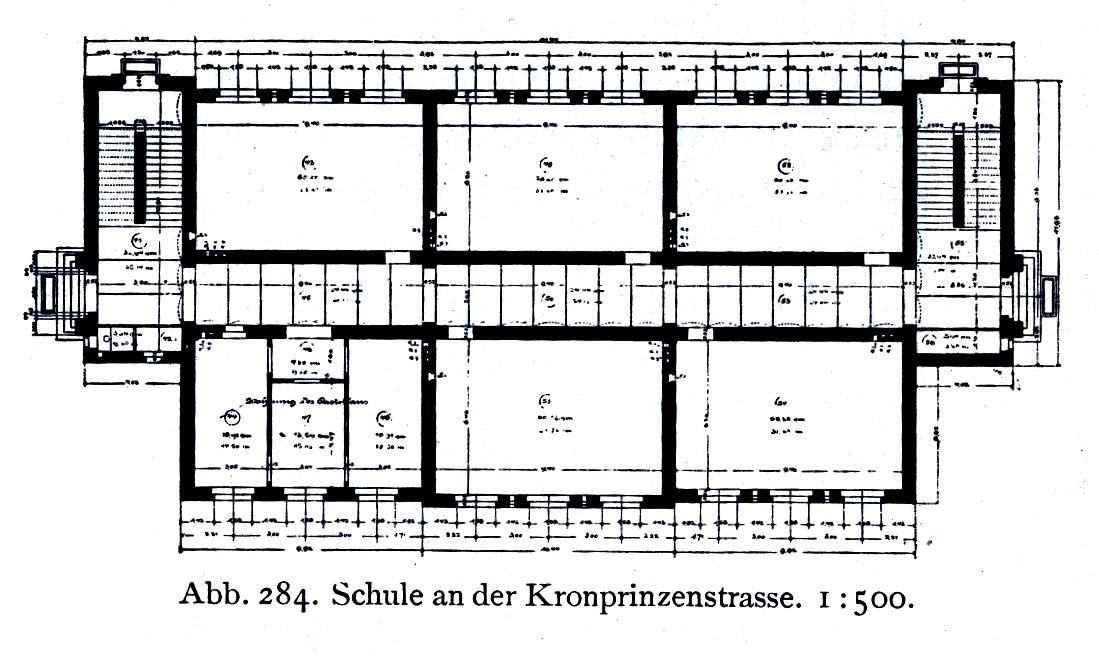
Grundriss